# Ончул, Аурел
Аурел Ончул (рум. Aurel Onciul; 12 марта 1864, Верхний Виков, — 30 сентября 1921, Бухарест) — румынский политический деятель, доктор права, депутат австрийского парламента.
Родился в семье университетского профессора Изидора Ончула. Учился в Терезиануме, позднее в Черновицком и Венском университетах. Служил в 16-м гусарском полку в Черновцах. Работал уездным старостой, затем — директором буковинского отделения Моравского страхового общества. В августе 1903 года был избран депутатом буковинского сейма от Сучавского избирательного округа. Был основателем и руководителем межнационального депутатского клуба «Свободомыслящий союз», ведущими деятелями которого были также Н. Василько и С. Смаль-Стоцкий (от украинцев), Бенно Штраухер (от евреев), Стефан Стефанович (от армян). Благодаря слаженным действиям депутатов от «Свободомыслящего союза» впервые в истории была преодолена политическая монополия румынского боярства в буковинском сейме, проведены избирательная и образовательная реформы, преодолена межнациональная предвзятость между различными этническими группами Буковины. В 1907—1918 дважды избирался депутатом австрийского парламента, представляя в первом созыве свободомыслящих румын, а во втором созыве — румынскую национально-демократическую партию. Опровергал ненаучность утверждений о «рутенизации» румын Буковины. В частности, в статье, опубликованной в газете «Privitorul» в 1902 году, А. Ончул писал:

…известная живучесть грецкого элемента. Ибо в Румынии, несмотря на большой наплыв чужеземцев, грецкий элемент не только сохранил в целости свою национальность, но и ассимилировал без всяких останков значительное число греков, болгар и армян … При таких обстоятельствах уже изначально невероятным есть то, чтобы только буковинские валахи были такие слабые и в течение нескольких десятков лет потеряли свою идентичность.
Эпохальное значение для развития румынско-украинских отношений имела статья А. Ончула «Румынский вопрос на Буковине».
Автор многочисленных статей и нескольких научных монографий «Страховой договор в австрийском праве», «Комментарий к страховому праву при болезнях».
После распада Австро-Венгерской империи в начале ноября 1918 года был сторонником распределения Буковины по этническому принципу. 6 ноября 1918 года А. Ончул и Е. Попович по взаимному согласию приняли государственную власть соответственно над румынской и украинской частью края от последнего австрийского президента Буковины графа И. Ецдорфа. Получив известие о вторжении на Буковину оккупационных войск королевской Румынии, А. Ончул отправился с протестом против оккупации в Сучаву, где был интернирован и вывезен в Яссы с запретом возвращаться на Буковину.
Умер 30 сентября 1921 года в Бухаресте. Похоронен в Черновцах в семейной гробнице рыцарского рода Ончул.
В 1992 году Черновицкий городской совет присвоил имя А. Ончула улице, прилегающей к улице Е. Поповича (бывшие переулок и улица Кирова).